# Rensättra naturreservat
Rensättra naturreservat är ett kommunalt naturreservat i Nacka kommun i Stockholms län.
Området är naturskyddat sedan 2021 och är 56 hektar stort. Naturreservatet ligger nordost om Orminge och består av hällmarkstallskog, lövskog, barrblandskogar och rena granskogar samt alsumpskog.